# カマプアア

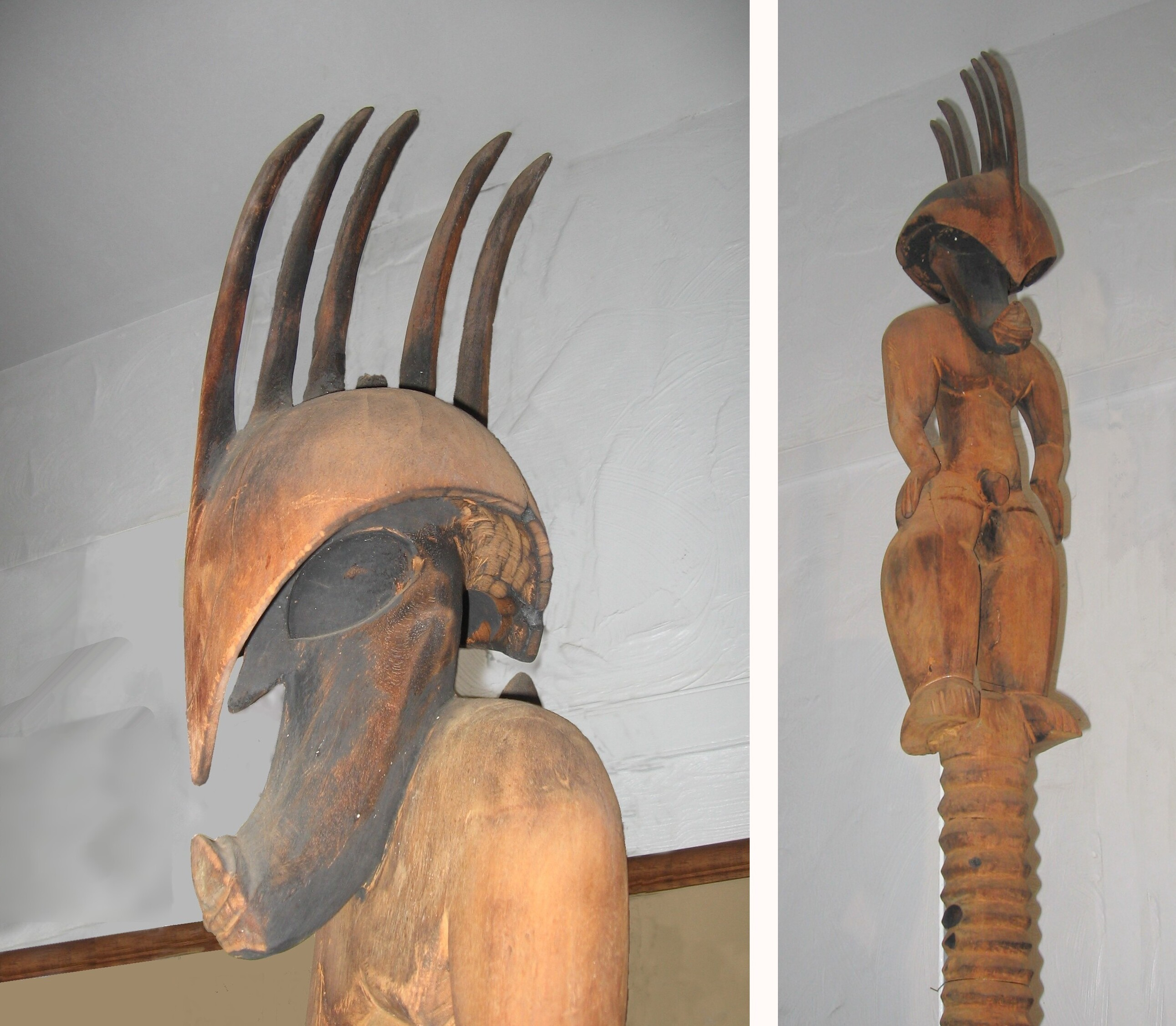
カマプアアのこのキリスト教以前の木の像は、マウイの内陸の洞穴で見つかった。ベイリー・ハウス・ミュージアムに展示されている。

カマプアア（Kamapua'a）は、ハワイ神話に登場する、オアフ島で生まれた半神半人の男神である。その名前はハワイ語で「豚の子供」を意味する。女神ヒナの息子とする説がある。普段は美男子であるが、本来は獰猛な豚の神であってその姿をとることもある。時には雑草にも変身する。彼の背中には剛毛が生えており、美男子の姿になったときはこれをマントで隠すとされる。彼はまた海の神でもあり、ハワイの州魚であるフムフムヌクヌクアプアアの化身ともされる。オアフ島、カウアイ島などでは勇敢に戦って王家の争いを制する戦士でもある。

## ペレとの関係
カマプアアは女神ペレとは愛憎関係にあったとされ、結婚して子供を儲ける一方、火山の噴火や海水による洪水を伴う大喧嘩を繰り返したと言われている。二人はハワイ島を分けて支配した。プナなど風下の乾燥した地域がペレのものとなり、風上の湿った地域すなわちコハラ、ハーマークア、ヒロがカマプアアのものとなった。豚はしばしば農業や豊穣を象徴することから、火山（ペレ）による農地の破壊と農業（カマプアア）の再生の繰り返しがここに反映されていると考えられる。なお、夫婦の子について、一説ではオーペル・ハアア・リイという名でハワイの王族と平民の祖先とされるが、別の説では幼い頃に死んだとも、魚のムロアジ（ハワイ語では「オーペル」）になったともされている。その後のカマプアアは海の底に行きその国の王女と結婚したため、ペレは彼を恋しがって歌を歌ったと言われている。

## 『クムリポ』でのカマプアア
カマプアアは創世神話の『クムリポ』を伝える王家の祖先とも言われている。またカマプアア自身も『クムリポ』に登場している。第5歌に登場する「夜を掘る者」は、豚がしばしば地面を鼻を使って掘ることから豚を指すと考えられているが、その豚がカマプアアその人であるとする説がある。なお、第5歌ではタロイモの水田を整備し豚を繁殖されるエピソードが語られている。ポリネシア人は儀式に欠かせない豚にイモやイモの葉を与えて育てるが、豚が飼育されているという事実は、農業が発展しさらに社会生活も成熟していったことを示していると考えられよう。